# Добутамин
Добутами́н (лат. Dobutaminum, англ. Dobutamine) — лекарственное вещество, стимулирующее сердечную деятельность, β1-адреномиметик. Является кардиотоническим средством негликозидной структуры.
Препарат используется для лечения кардиогенного шока (в результате недостаточной перфузии тканей) и тяжелой сердечной недостаточности. Его также можно использовать в некоторых типах сердечных стресс-тестов.
Добутамин был одобрен для медицинского применения в США в 1978 году. Он доступен как непатентованный препарат. Первоначально он был изготовлен из изопротеренола.

## Общая информация
По химической структуре добутамин является катехоламином и наиболее близок к дофамину, от которого отличается тем, что один атом водорода аминогруппы замещён в нём на пара-оксифенилметилпропильный радикал.
Добутамин является представителем избирательных стимуляторов β1-адренорецепторов миокарда и оказывает в связи с этим сильное инотропное влияние на сердечную мышцу. Он действует непосредственно на рецепторы и отличается этим от дофамина, оказывающего непрямое действие (путём вытеснения норадреналина из гранулярных депо). Добутамин практически не влияет на адренорецепторы сосудов, мало влияет на автоматизм желудочков, обладает слабым хронотропным действием, в связи с чем при его применении меньше (по сравнению с другими катехоламинами) риск развития аритмий.
В отличие от дофамина добутамин не вызывает расширение сосудов почек, однако в связи с усилением сердечного выброса он может улучшить перфузию почек и усилить диурез у больных с заболеваниями сердца. В связи с инотропным эффектом увеличивается коронарный кровоток. Периферическое сосудистое сопротивление несколько уменьшается.
Применяют добутамин как кардиотоническое средство при необходимости кратковременно усилить сокращение миокарда: при декомпенсации сердечной деятельности, связанной с органическими заболеваниями сердца или с хирургическими вмешательствами на сердце. Применяют препарат только у взрослых (в связи с отсутствием достаточного опыта применения у детей).
Вводят добутамин внутривенно обычно со скоростью от 2,5 до 10 мкг/кг в минуту.
Препарат разводят в стерильной воде для инъекций или в 5%-ном растворе глюкозы. Нельзя смешивать раствор добутамина с растворами щелочей. Вначале разводят 250 мг препарата в 10—20 мл растворителя, затем дополнительно разводят до необходимой концентрации 5%-ным раствором глюкозы или 0,9%-ным раствором натрия хлорида. Скорость и длительность введения регулируют в зависимости от эффекта.
При применении препарата возможны тахикардия, повышение артериального давления, эктопические желудочковые аритмии, а также тошнота, головная боль, боль в области сердца. Эти явления проходят при уменьшении скорости введения.
Препарат разрушается в ЖКТ. Добутамин метаболизируется в печени КОМТ. Период полуэлиминации (T1/2) - две минуты.

## Показания
- острая сердечная недостаточность (ОСН);
- острый инфаркт миокарда;
- кардиогенный шок;
- последствия оперативного вмешательства на сердце;
- применение лекарственных средств с отрицательным инотропным действием;
- хроническая сердечная недостаточность (ХСН).

## Противопоказания
Препарат противопоказан при:
- гиперчувствительности к данному препарату;
- обструктивной гипертрофической кардиомиопатии (ГКМП);
- идиопатическом гипертрофическом субаортальном стенозе (ИГСС)[1];
- феохромоцитоме;
- тампонаде сердца
- желудочковых аритмиях сердца.

## Побочные эффекты
Общие побочные эффекты: учащенное сердцебиение, увеличение потребления миокардом кислорода, загрудинные боли, нерегулярное сердцебиение и воспаление в месте инъекции.

## Форма выпуска
Формы выпуска: во флаконах вместимостью 20 мл, содержащих 250 мг (0,25 г) добутамина; 5%-ный раствор («концентрат для вливаний») в ампулах по 5 мл (250 мг в ампуле).